# 伊朗的名稱
在西方世界，波斯（或是Persia的任一同源字）在歷史上均是伊朗的俗稱。在公元1935年的諾魯茲節（伊朗人新年），巴列維王朝皇帝禮薩汗要求外國代表在國與國之間的正式通信文書中使用Iran（伊朗，義為說波斯語的雅利安人）來稱呼這個國家。從那時起，對伊朗人的通用形容詞從“波斯人(Persian)”變為“伊朗人(Iranian)”。 公元1959年，禮薩汗之子穆罕默德-禮薩·巴列維的政府宣布“波斯”和“伊朗”可正式互換使用。但這個議題仍在辯論中。

## “伊朗”名詞來源
“Iran”這個名字最早被證明在《波斯古經》中出現，若以拉丁字母转寫可表示為（這個字原用阿維斯陀語文字寫出，阿維斯陀語是一種在大伊朗東北部，即現在的阿富汗、土庫曼、和塔吉克使用的古老伊朗語言）。
Iran這個字再次出現在阿契美尼德王朝時期，貝希斯敦銘文內三種楔形文字中的埃蘭語版本兩次提到阿胡拉·馬茲達(古伊朗至高神和智慧之神)是nap harriyanam，即“伊朗人的神”。
現代波斯語的直接採自中古波斯語的，這銘文首先出現在納克什魯斯塔姆墓葬群裡的薩珊王朝的首位皇帝阿爾達希爾一世的授銜儀式浮雕中。
和二词的區域居民稱謂詞词缀和源自古伊朗語的（等等），指“雅利安人”，意思是指“伊朗人的”。這個名稱在阿契美尼德王朝的銘文和祆教的《波斯古經》傳統中被證明是指種族名稱。似乎“很可能”在阿爾達希爾一世的銘文中中仍然保留著這個含義，表示它是指種族而不是指帝國。
雖然“ērān”這個名稱在銘文上被用來代表是伊朗人，也有證明薩珊王朝在早期也同樣使用“ērān”來代表帝國（反義詞anērān则用來指羅馬人的領土）。ērān和anērān兩個字在公元3世紀的摩尼所寫的日曆文字中出現過。在阿爾達希爾一世的兒子和繼承人沙普爾一世的銘文中，“顯然Ērān的領土包括亞美尼亞和高加索地區，而這些地區的主要居民並不是伊朗人”。沙普爾一世過世後30年，祆教大祭司卡蒂爾的銘文中則把前述相同的地區（以及格鲁吉亚、高加索阿爾巴尼亞王國、敘利亞、和本都）包括在反義詞之內。薩珊王朝時代建立的城鎮名稱也使用Ērān，例如“Ērān沙普爾一世的榮耀”。它也出現在政府官員的頭銜中，例如，“Ērān的財務總管”，或，“Ērān的總書記官”。

## “波斯”名詞來源

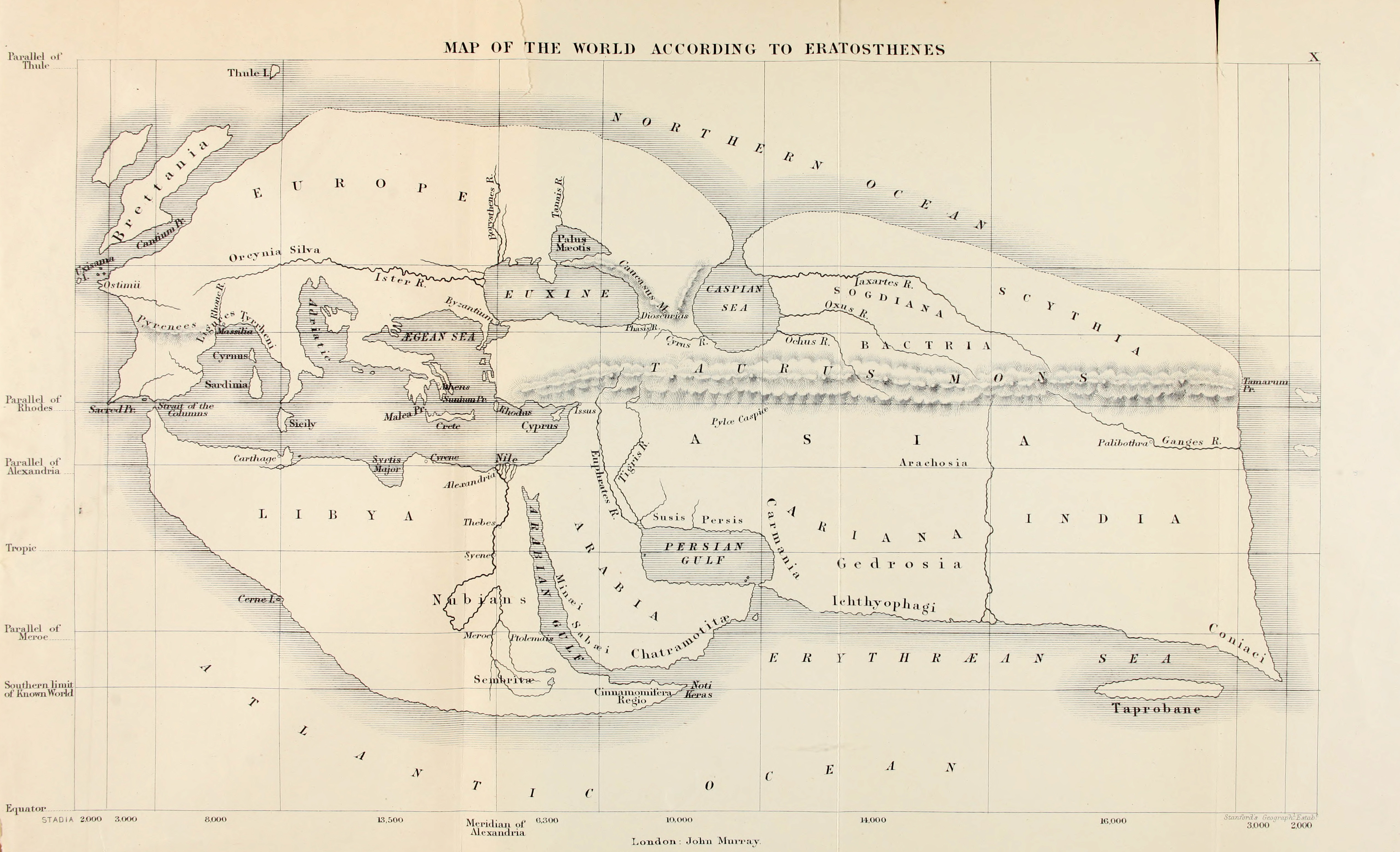
現代重組的厄拉托西尼的古代的地圖（約公元前200年），採用伊朗古名雅利安那以及波希斯。

希臘人（以前傾向於使用與“米底人”相關的名稱）在公元前5世紀開始使用“波斯”（希臘語：“Pérsēs”、“Persikḗ”或“Persís”）來指居魯士大帝的帝國（這個名稱應理解為代表“國家”）。這些字取自古波斯語“Pārsa”即阿契美尼德王朝居魯士大帝所屬部族的名字，也是他在繼承或征服其他當地伊朗小王國之前首先統治的部族。因此，“Persian”這個字是一種外名，伊朗人在歷史上從來沒有用這個名稱來稱呼自己的國家。帕爾斯（Pars，就是Persis）部族，名稱來自他們所居住的地區（現代稱為法爾斯省，Fars，也可拼為Pars），但在伊朗古代，“法尔斯”所指的地區比現在的法爾斯省地區要小。在拉丁語中，“波斯”是整個帝國的名字，而伊朗人則將其稱為“伊朗”或“大伊朗”。
在舊約聖經裡面的幾個部分（以斯帖記、但以理書、以斯拉記、和尼希米記），有個國家經常被提起，被稱為“Paras“中有時也將其稱為，即“波斯和米底”。阿拉伯人曾經同樣將伊朗和波斯帝國）稱為比拉德·法里斯（阿拉伯語：بلادفارس），即“波斯之土地”，這名稱成為日後穆斯林文學中的流行名稱。
在希臘神話中，珀尔修斯被認為是所有波斯人的祖先，因此這些人的國家因此而得名。

## 西方世界所用兩名稱
波斯的外名“Persia”是公元1935年3月之前，西方世界對伊朗所採的正式名稱，但自瑣羅亞斯德時代（約在公元前1,000年），或甚至更早，這個國家內部人民就稱他們的國家為“雅利安”（Arya）、“大伊朗”（Iranshahr）、 “伊朗土地”（Iranzamin）、（原始伊朗語言中相當於“伊朗”），或類似的名稱。從波斯古经時代（最久的約在公元前1000年之前）起，伊朗人民以及伊朗的統治者和帝王就一直使用“Arya”這個字眼。顯然，自薩珊王朝（公元226年-651年）時代起，伊朗人就將這個國家稱為伊朗（Iran），意為“雅利安人的土地” 和 “大伊朗”。在中古波斯語源中，薩珊王朝之前的帝國和薩珊王朝本身都使用“雅利安”和“伊朗”的名字。例如，在用中古波斯語撰寫的祆教經書公正的維拉夫之書（Ardā Wīrāz nāmag）中，提及阿契美尼德王朝的“伊朗”遭到亞歷山大大帝在公元前330年入侵。伊朗的名稱在原始伊朗語中被重建為。一些西方參考書中提到伊朗人內部對“伊朗”名稱的偏愛，例如於公元1907年出版的漢默斯沃百科全書，關於伊朗的條目：“‘伊朗’這個名稱現在是波斯的正式名稱。”），但在國際事務上，“波斯”仍是常用的規範。
在公元1930年代中期，沙阿禮薩汗採取行動，正式用伊朗取代波斯。英國外交大臣在英國下議院對於此舉的報告如下：
[1934年12月25日]，波斯外交部向駐德黑蘭外交使節團發出一份通函，要求從明年3月21日起在官方通信和對話中應使用“Iran” 和“Iranian”的名稱。而目前使用的是“Persia”和“Persian”。我們已指示駐德黑蘭大使同意遵守這一要求。
禮薩汗這項修改國家名稱的敕令在公元1935年3月21日正式生效。
伊朗和伊拉克兩國都捲入二次世界大戰，而且受到同盟國佔領，為避免同盟國對這兩個鄰國名稱有所混餚，溫斯頓·丘吉爾在德黑蘭會議期間向伊朗政府提出要求，由於“波斯”這個名稱古老而又明顯，“在大戰期間仍由參戰的同盟國繼續使用”。這項要求立即得到伊朗外交部的批准。但美國人繼續使用伊朗這個名稱，因為那時他們很少涉入伊拉克的活動，因此不會造成任何誤解。
公元1959年夏天，由於擔心一位政治家所說的國家的名稱“將已知的東西變成未知的東西”，伊朗政府成立一個委員會，由著名學者額桑·雅沙特爾領導，再次思考這個問題。他們建議推翻公元1935年的決定，由當時皇帝穆罕默德-禮薩沙·巴列維批准。但這項決議執行不力，僅允許波斯和伊朗可以互換使用。這兩個名稱在今日仍很常見，“波斯”主要在歷史和文化背景下使用，而“伊朗”主要在政治背景下使用。
近年來，世界上大多數波斯的歷史、文化、和藝術展覽都使用外名波斯（例如，大英博物館的“被遺忘的帝國；古代波斯（Forgotten Empire; Ancient Persia）”、維也納和柏林的“7,000年的波斯藝術”、以及阿姆斯特丹的“波斯，三十個世紀的文化和藝術”）。 公元2006年，荷蘭出版名為為《波斯歷史地圖》（Historical Maps of Persia）的伊朗最大歷史地圖集。

## 近期辯論
在公元1980年代，額桑·雅沙特爾教授（《伊朗百科全書》委员会创始人）開始在《Rahavard Quarterly》，《Pars Monthly》，《Iranian Studies Journal》 等学术雜誌上發表有關這個議題的文章（同時用英語和波斯語發表）。在他之後，有些伊朗學者和研究人員，譬如Kazem Abhary教授，和賈拉爾·馬提尼教授也跟進關注這個議題。自那時以來，伊朗的雜誌和網站已有幾次用英文發表過他們贊成，或是不贊成使用Persia和Persian的文章。
有許多居住在西方世界的伊朗人偏好用Persia和Persian作為國家和國籍的英文名稱，法語中则採用“La Perse/persan”。根據伊朗裔美國人新聞從業員及作者胡曼·馬扎德的說法，波斯這個名稱在大流散的波斯人中流行的原因，是源於一個事實，即“波斯意味著他們想與過往輝煌歷史連結，而自公元1979年伊斯蘭革命以來的“伊朗”，對整個世界而言，僅是代表伊斯蘭原教旨主義而已。”

## 官方名稱
自公元1979年4月1日以來，伊朗的國家正式名稱是，英語譯為伊朗伊斯蘭共和國。
其他曾有過的正式名稱是，意為“崇高的伊朗國”；意為“波斯帝國”，在公元1935年以後巴勒維王朝所統治的是“伊朗帝國” 。